# Tchaj-chang

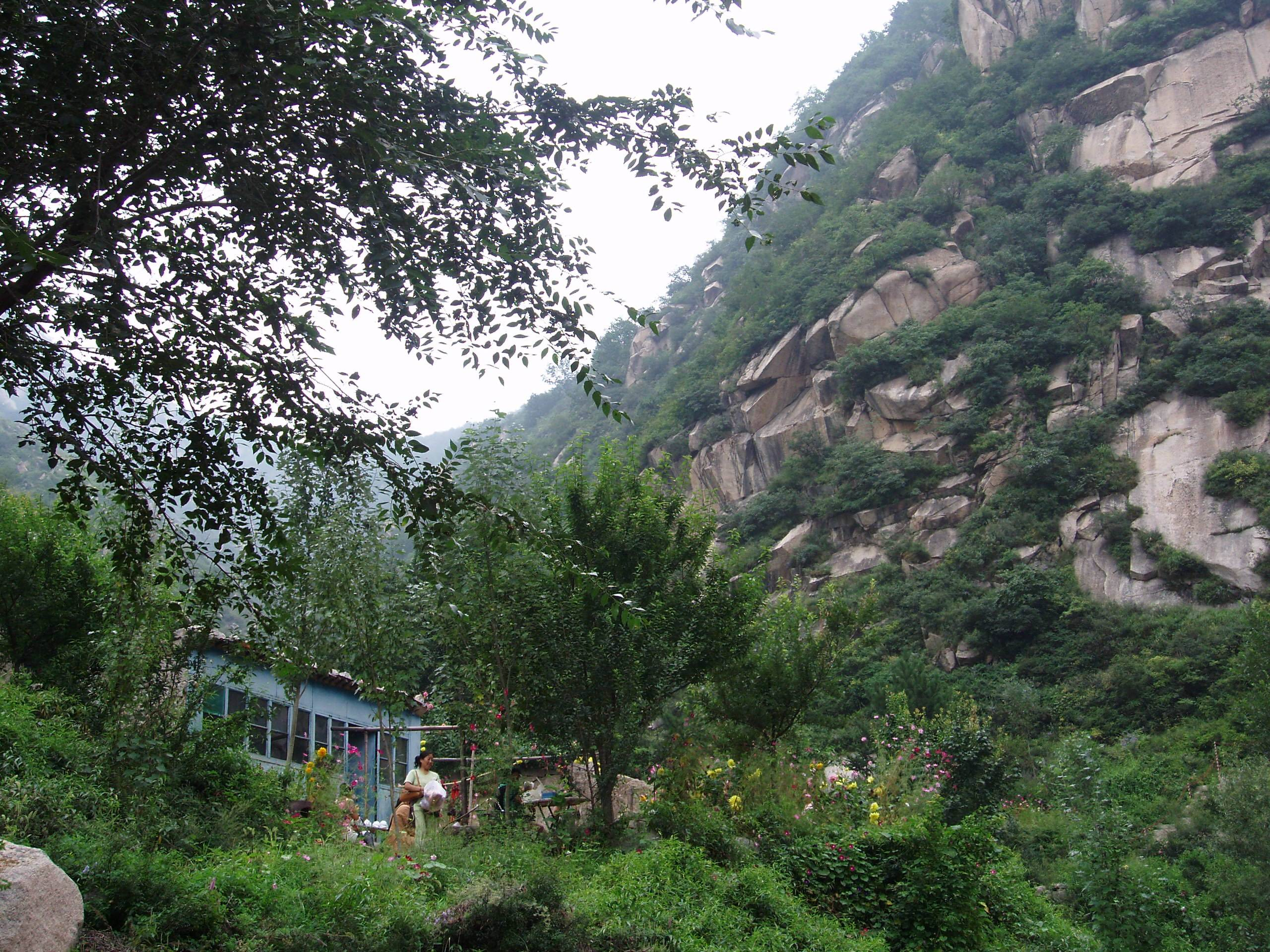
Krajina v pohoří Tchaj-chang

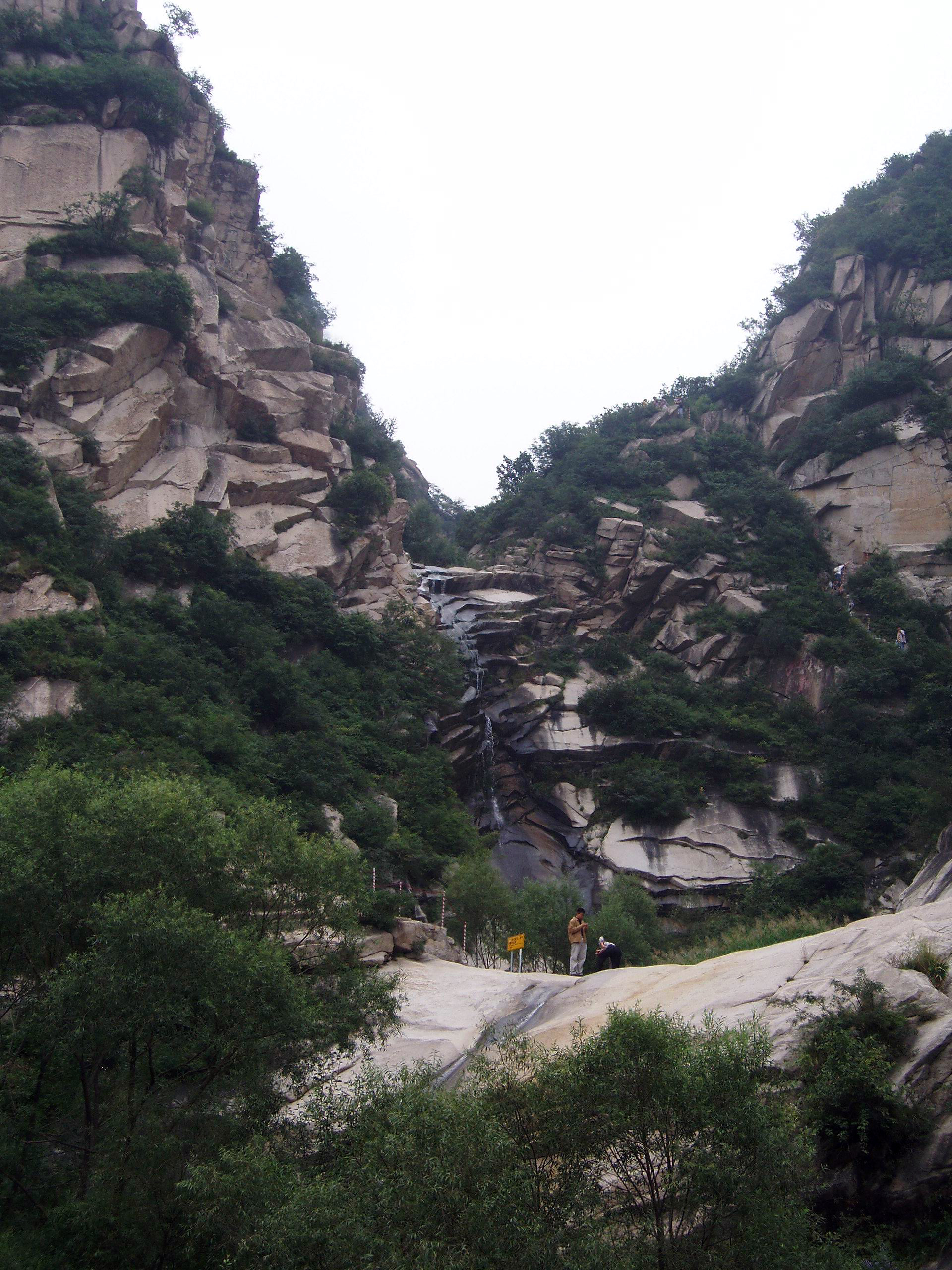
Krajina v pohoří Tchaj-chang

Tchaj-chang (čínsky v českém přepisu Tchaj-chang šan, pchin-jinem Tàiháng Shān, znaky 太行山) je pohoří v Čínské lidové republice. Lemuje východní okraj Sprašové plošiny a patří do provincií Che-nan, Šan-si a Che-pej. Od severu k jihu je dlouhé přes 400 kilometrů a má průměrnou výšku mezi 1500 a 2000 metry, přičemž východní svahy jsou strmější než západní svahy. Nejvyšším vrcholem je Siao Wu-tchaj-šan vysoký 2 882 metrů a ležící západně od Pekingu.
Pohoří vzniklo v druhohorách a je ze sedimentárních hornin, ruly a žuly. Dnes se zde těží černé uhlí, azbest a grafit.
Od polohy vůči pohoří Tchaj-chang jsou odvozena jména provincií Šan-si a Šan-tung: Šan-si znamená „západně od hor“ a Šan-tung znamená „východně od hor“.
Pod pohořím vede Tchajchangský železniční tunel na vysokorychlostní trati Š'-ťia-čuang – Tchaj-jüan, která spojuje Š'-ťia-čuang, hlavní město Che-peje, s Tchaj-jüanem, hlavním městem Šan-si. Jedná se o nejdelší železniční tunel v Čínské lidové republice.